# Amerikaans voetbalkampioenschap 1894/95
In 1894/95 werd het eerste en enige seizoen van de American League of Professional Football gespeeld. Brooklyn Grooms FC werd hierdoor de eerste landskampioen van de Amerika.

## Eindstand
| Plaats | Club                     | Wed. | W | G | V | DV | DT | Ptn |
| ------ | ------------------------ | ---- | - | - | - | -- | -- | --- |
| 1.     | Brooklyn Grooms FC       | 6    | 5 | 0 | 1 | 20 | 6  | 10  |
| 2.     | Baltimore Orioles FC     | 4    | 4 | 0 | 0 | 24 | 3  | 8   |
| 3.     | Boston Beaneaters FC     | 5    | 4 | 0 | 1 | 15 | 12 | 8   |
| 4.     | New York Giants FC       | 6    | 2 | 0 | 4 | 16 | 13 | 4   |
| 5.     | Philadelphia Phillies FC | 9    | 2 | 0 | 7 | 15 | 37 | 4   |
| 6.     | Washington Senators FC   | 6    | 1 | 0 | 5 | 7  | 26 | 2   |